# Aderus diversipes
Aderus diversipes is een keversoort uit de familie schijnsnoerhalskevers (Aderidae). De wetenschappelijke naam van de soort werd in 1900 gepubliceerd door Maurice Pic.